# Karjala Cup 2008
Hokejový turnaj byl odehrán od 6. 11. 2008 - do 9. 11. 2008 v Helsinkách. Utkání Rusko - Švédsko bylo odehráno v Moskvě.

## Výsledky a tabulka
|    |         | RUS    | CZE    | SWE     | FIN    | V | VP | PP | P | Skóre | B |
| 1. | Rusko   | Rusko  | 1:0 SN | 1:0     | 6:2    | 2 | 1  | 0  | 0 | 8:2   | 8 |
| 2. | Česko   | 0:1 SN | Česko  | 4:1     | 3:4 SN | 1 | 0  | 2  | 0 | 7:6   | 5 |
| 3. | Švédsko | 0:1    | 1:4    | Švédsko | 2:0    | 1 | 0  | 0  | 2 | 3:5   | 3 |
| 4. | Finsko  | 2:6    | 4:3 SN | 0:2     | Finsko | 0 | 1  | 0  | 2 | 6:11  | 2 |

 Česko -  Finsko 3:4  SN  (1:1, 1:1, 1:1 - 0:0, 0:1) Zpráva
6. listopadu 2008 - Helsinky
- Branky  Česko: 1:52 Miroslav Blaťák, 32:33 Jakub Klepiš, 59:35 Leoš Čermák
- Branky  Finsko: 11:47 Kapanen S., 38:17 Hyvönen H., 49:15 Santala T., rsn. Nummelin P.
- Rozhodčí: Niklas Persson, Marcus Vinnerborg (SWE) - Mikko Kekäläinen, Mika Tarvo (FIN)
- Vyloučení: 9:7
- Diváků: 7 120

Česko: Lukáš Mensator - Karel Rachůnek, Petr Čáslava, Angel Krstev, Michal Barinka, Ondřej Němec, Miroslav Blaťák, Zdeněk Kutlák, Martin Ševc - Zbyněk Irgl, Josef Vašíček, Petr Čajánek - Leoš Čermák, Jan Marek, Tomáš Rolinek - Petr Kumstát, Václav Skuhravý, Miloslav Hořava - Jakub Klepiš, Petr Vampola, Václav Nedorost.
Finsko: Riksman - Nummelin, Lehtonen, Jokela, Välivaara, Laamanen, Puistola, Malmivaara, Mäntymaa - Kallio, Pirnes, Kapanen - Haataja, Immonen, Pihlman - Hyvönen, Hahl, Pyörälä - Petrell, Santala, Hytönen (41. Sailio).

 Rusko -  Švédsko 1:0 (0:0, 0:0, 1:0) Zpráva
6. listopadu 2008 - Moskva
- Branka  Rusko: 56:29 Michnov A.
- Branka  Švédsko: nikdo
- Rozhodčí: Milan Minář, Martin Homola (TCH)
- Vyloučení: 4:8 (0:0)
- Diváků: 5 500

 Švédsko -  Česko 1:4 (0:0, 1:0, 0:4) Zpráva
8. listopadu 2008 - Helsinky
- Branky  Švédsko: 35:58 Thörnberg M.
- Branky  Česko: 42:19 Miloslav Hořava, 46:43 Zbyněk Irgl, 55:06 Václav Nedorost, 56:17 Petr Čajánek
- Rozhodčí: Tom Laaksonen, Jari Levonen - Antti Orelma et Sakari Suominen (FIN)
- Vyloučení: 3:3 (0:1)
- Diváků: 4 740

Česko: Miroslav Kopřiva - Karel Rachůnek, Petr Čáslava, Angel Krstev, Michal Barinka, Miroslav Blaťák, Zdeněk Kutlák, Ondřej Němec, Martin Ševc - Zbyněk Irgl, Leoš Čermák, Petr Čajánek - Jakub Klepiš, Josef Vašíček, Václav Nedorost - Petr Kumstát, Václav Skuhravý, Tomáš Rolinek - David Květoň, Petr Vampola, Miloslav Hořava.
Švédsko: Gustavsson - Timander, Akerman, Fransson, S. Lidström, R. Jonsson, Sandström, Tärnström, Hedman - Hannula, Nordquist, Harju - Nilson, Engqvist, Emvall - Widing, Wallin, Fabricius - Nordgren, Martensson, Thörnberg.

 Finsko -  Rusko 2:6 (1:2, 0:1, 1:3) Zpráva
8. listopadu 2008 - Helsinky
- Branky  Finsko: 13:36 Nummelin P., 55:51 Hytönen J.-P.
- Branky  Rusko: 12:26 Radulov A., 15:13 Michnov A., 22:06 Kuljaš D., 49:04 Michnov A., 52:26 Zinovjev S., 59:03 Tereščenko A.
- Rozhodčí: Niklas Persson, Marcus Vinnerborg (SWE) - Mika Tarvo, Jussi Terho (FIN)
- Vyloučení: 5:8 (1:1)
- Diváků: 12 002

 Rusko -  Česko 1:0  SN  (0:0, 0:0, 0:0 - 0:0, 1:0) Zpráva
9. listopadu 2008 - Helsinky
- Branka  Rusko : rsn. D. Zaripov.
- Branka  Česko : nikdo
- Rozhodčí: Aleksi Rantala, Jyri Rönn - Stefan Fonselius, Pasi Nieminen (FIN)
- Vyloučení: 8:7
- Diváků: 4 212

Rusko: Barulin - I. Nikulin, Proškin, Aťušov, Korněv, Kuljaš, Višněvskij, Ščadilov, Žitnik - Morozov, Zinovjev, Zaripov - Michnov, Ščastlivyj, But - Radulov, Gorovikov, Saprykin - Pěrežogin, Těreščenko, Paršin.
Česko: Miroslav Kopřiva - Karel Rachůnek, Zdeněk Kutlák, Angel Krstev, Michal Barinka, Ondřej Němec, Miroslav Blaťák, Martin Ševc - Leoš Čermák, Jan Marek, Petr Čajánek - Jakub Klepiš, Josef Vašíček, Rolinek - Petr Kumstát, Václav Skuhravý, Václav Nedorost - David Květoň, Petr Vampola, Miloslav Hořava - Zbyněk Irgl

 Finsko -  Švédsko 0:2 (0:0, 0:1, 0:1) Zpráva
9. listopadu 2008 - Helsinky
- Branky  Finsko: nikdo
- Branky  Švédsko: 38:39 Hedman O., 43:03 Hannula M.
- Rozhodčí: Konstantin Olenin, Aleksei Ravodin (RUS) - Antti Orelma, Sakari Suominen (FIN)
- Vyloučení: 7:6 (0:1)
- Diváků: 10 939

Finsko: Riksman - Nummelin, Lehtonen, Puistola, Luoma, Laamanen, Välivaara, Malmivaara, Koivisto - Hyvönen, Pirnes, Kapanen - Haataja, Immonen, Hytönen - Kallio, Hahl, Pyörälä - Petrell, Santala, Sailio.
Švédsko: Holmqvist - Timander, Akerman, R. Jonsson, Hedman, Tärnström, Lindström, Sandström - Hannula, Martensson, Thörnberg - Widing, Nordquist, Harju - Nilson, Engqvist, Axelsson - Nordgren, Wallin, Fabricius - Emvall.

## Nejlepší hráči
| Pozice  | Hráč             |
| ------- | ---------------- |
| Brankář | Johan Holmqvist  |
| Obránce | Petteri Nummelin |
| Útočník | Alexandr Radulov |

### All-Star-Team
| Pozice  | Hráč             |
| ------- | ---------------- |
| Brankář | Miroslav Kopřiva |
| Obránce | Petteri Nummelin |
| Obránce | Vitalij Proškin  |
| Útočník | Sergej Zinovjev  |
| Útočník | Alexej Michnov   |
| Útočník | Alexandr Radulov |